# Eric Carmen (album 1975)
Eric Carmen è il primo album in studio da solista del cantautore statunitense Eric Carmen, pubblicato nel 1975.

## Tracce
1. Sunrise – 5:21
2. That's Rock and Roll – 3:10
3. Never Gonna Fall in Love Again – 3:45
4. All by Myself – 7:13
5. Last Night – 2:57
6. My Girl – 3:02
7. Great Expectations – 3:03
8. Everything – 2:01
9. No Hard Feelings – 5:40
10. On Broadway – 3:26